# Ragnar Josephson

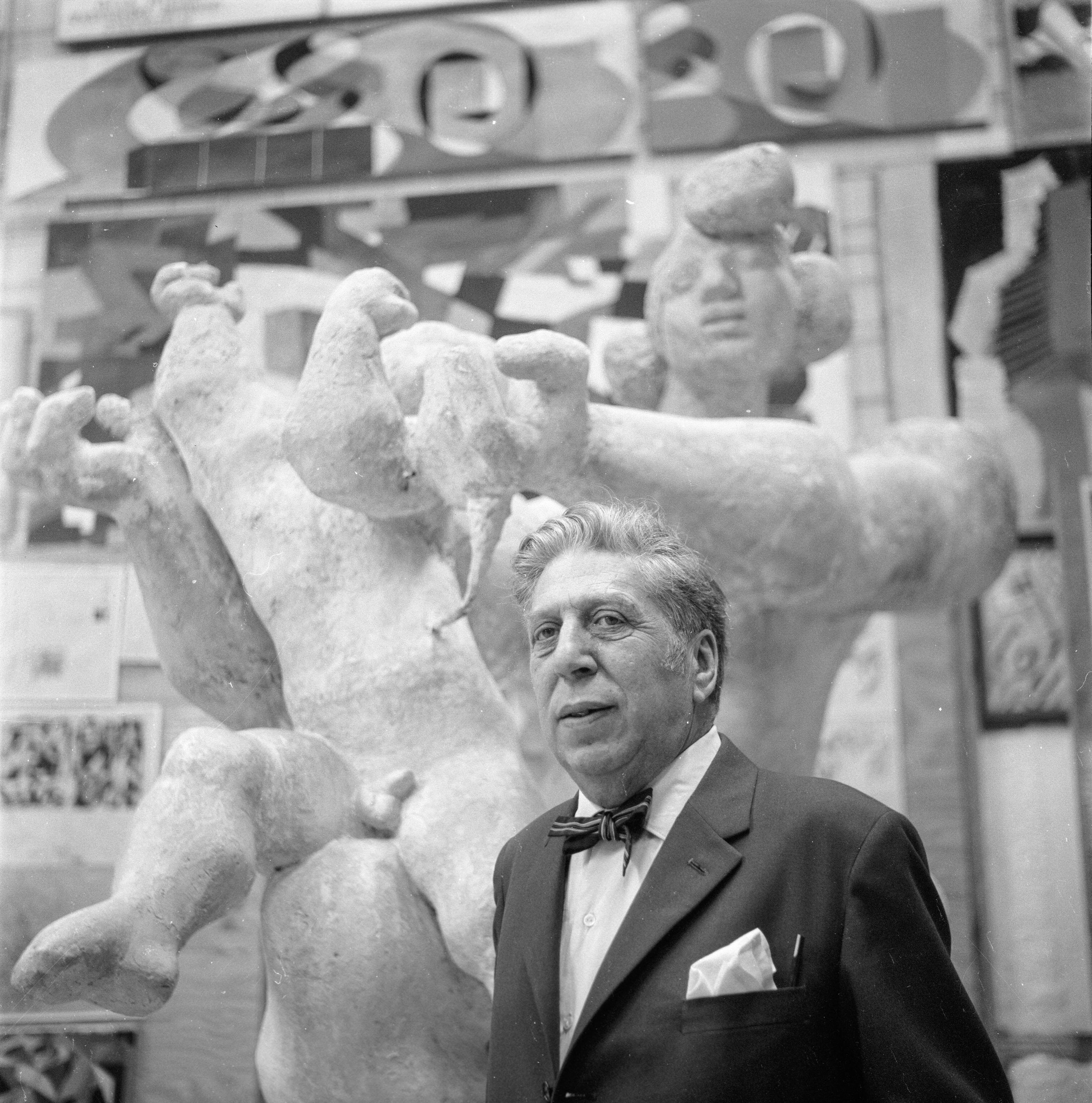
Ragnar Josephson, Historisches Museum der Universität Lund,
Foto: Göran Schildt

Ragnar Josephson (* 8. März 1891 in Stockholm; † 27. März 1966) war ein schwedischer Kunsthistoriker und Schriftsteller.

## Leben
Josephson war von 1929 bis 1957 Professor für Kunstgeschichte an der Universität Lund und von 1948 bis 1951 Intendant des Königlichen Dramatischen Theaters in Stockholm. 1960 erfolgt seine Aufnahme in die Svenska Akademien.
Josephsons Interesse galt der Entstehungsgeschichte des Kunstwerks, weshalb er 1934 in Lund das Archiv für dekorative Kunst (Arkiv för dekorativ konst), das heutige Skissernas museum, gründete. Bereits 1931 gründete Josephson das Schonische Kunstmuseum an der Universität Lund.

## Werke
- Kedjan 1912
- Judiska dikter 1916
- Borgarhus i gamla Stockholm 1916
- De friaste konsternas akademi 1917
- Imperfektum 1920
- Hur Rom byggdes 1926
- Tessin 1, 1930
- Tessin 2, 1931
- Nyckelromanen 1931
- Kanske en diktare 1932
- Leopold, luftkonstnär 1934
- Nationalism och humanism 1935
- Farlig oskuld 1939
- Konstverkets födelse 1940
- Tidens drama 1941
- Kungarnas Paris 1943
- Sista satsen 1945
- Barocken 1948
- Bellman, Kjellgren, Sergel 1955
- Sergels fantasi 1956
- Carl August Ehrensvärd 1963
- Den svenska smaken: konstkritik och konstteori från barock till romantik 1997 (1927)